# Холипарак
Холипарак (тадж. Холипарак) — сельский населённый пункт (тадж. деҳа) в центральном Таджикистане. Подчинён администрации поселка городского типа Обигарм Рогунского района — района республиканского подчинения Таджикистана.  
Расположен в Раштской долине, в долине реки Вахш. Расстояние от села до центра района (г. Рогун) — 33 км, до пгт Обигарм — 15 км.  
Население — 156 человек (2017 г.), таджики. 